# جون بنتلي
جون بنتلي (بالإنجليزية: John Bentley)‏، من مواليد 1860 في تورتون في إنجلترا، مدرب كرة قدم إنجليزي سابق.
و قد درب نادي مانشستر يونايتد منذ 1912 وحتى عام 1914.

## وصلات خارجية
- جون بنتلي على موقع عالم كرة القدم.نت (الإنجليزية)